# РГМ-40 «Кастет»
РГМ 40 — російський 40-мм ручний гранатомет, призначений для виведення зі строю живої сили без летального результату за допомогою спеціальних боєприпасів (сльозогінної, ударної дії і т. д.), а також для ураження осколковими боєприпасами ВОГ-25 і ВОГ-25П навісним вогнем відкрито розташованої та яка знаходиться в окопах, траншеях, на зворотних скатах місцевості живої сили та інших неброньованих цілей, недоступних для стрілецької зброї.

## Конструкція
Створено на основі підствольного гранатомета ГП-30. Ударно-спусковий механізм гранатомета самовзводного типу. Приціл складний, механічний, що враховує деривацію гранати. Заряджання проводиться з дульної частини ствола, розрядження — шляхом натискання на викидач. Приклад висувний. Гранатомет «Кастет» уніфікований з виробами ДП-30 «Обувка», 6Г-30 та відрізняється покращеними ергонометричними характеристиками, підвищеною скорострільністю та компактністю, можливістю вести стрілянину без встановлення на автомат або автоматичну гвинтівку. Простий та надійний в експлуатації. Гранатомет РГМ «Кастет» призначений насамперед для правоохоронних органів, тим більше, що вже є ряд 40-мм пострілів суто «поліцейського» призначення — наприклад, газовий «Цвях», з рецептурою CS. Головною перевагою РГМ, оснащеного складним плечовим упором, є компактність.